# Janusz Kyzioł
Janusz Bogdan Kyzioł (ur. 9 stycznia 1949 w Opolu, zm. 30 stycznia 2010 tamże) – polski chemik, specjalizujący się w chemii organicznej i syntezie organicznej, nauczyciel akademicki, związany z Wyższą Szkołą Pedagogiczną (Uniwersytetem Opolskim).

## Życiorys
Był rodowitym opolaninem, jednak dzieciństwo spędził w Przeczy koło Lewina Brzeskiego. W 1966 roku ukończył I Liceum Ogólnokształcące im. Mikołaja Kopernika w Opolu, a następnie podjął studia na Wydziale Chemicznym Politechniki Wrocławskiej, które ukończył w 1971 roku. Po studiach został asystentem w Instytucie Chemii Wyższej Szkoły Pedagogicznej w Opolu. Jednocześnie pisał pracę doktorską pod kierunkiem doc. Jana Pielichowskiego. Po ostrym konflikcie jego promotora z prof. Barbarą Rzeszotarską i odejściu Pielichowskiego do Częstochowy, w zasadzie bez żadnej opieki napisał w ciągu trzech lat pracę doktorską pt.: Synteza i własności halogenopochodnych karbazolu, którą obronił w 1974 roku na Wydziale Matematyki, Fizyki i Chemii Uniwersytetu Jagiellońskiego uzyskując stopień naukowy doktora nauk chemicznych. Trzynaście lat później otrzymał stopień doktora habilitowanego na Wydziale Chemicznym Politechniki Wrocławskiej na podstawie rozprawy nt. Pochodne karbazolu z azotowymi grupami funkcyjnymi. Jego rozprawa habilitacyjna została wyróżniona Nagrodą Ministra Edukacji Narodowej.
Z opolskim środowiskiem naukowym związany był od początku swojej pracy zawodowej przechodząc wszystkie stanowiska od asystenta stażysty (1971), asystenta (1972), adiunkta (1975), docenta (1987) do profesora nadzwyczajnego (1990). W roku akademickim 1984/1985 przebywał na rocznym stażu na Politechnice w Sheffield w Wielkiej Brytanii. Przez rok (1987–1988) był zastępcą dyrektora Instytutu Chemii.
W latach 1990–1993 pełnił funkcję prorektora ds. studenckich. Stanowisko to objął za namową prof. Rzeszotarskiej, uzyskując znaczące poparcie studentów, którzy mieli prawo rekomendacji kandydata na tę funkcję. Janusz Kyzioł utrzymywał dobre stosunki zarówno z samorządem studenckim, jak i NZS-em. Z kolei nie najlepiej układały się jego stosunki z rektorem WSP prof. Jerzym Pośpiechem, z powodu jego bezkompromisowości oraz zdecydowanych ocen różnych ludzi i zdarzeń. Z tego też względu nie kandydował na to stanowisko na kolejną kadencję.
Jednocześnie w latach 1991–2005 kierował Zakładem Chemii Ogólnej w Instytucie Chemii. W 1980 roku otrzymał Zespołową Nagrodę Ministra Nauki, Szkolnictwa Wyższego i Techniki, a w 1993 roku został odznaczony Złotym Krzyżem Zasługi. W czasie swojej pracy wypromował kilkudziesięciu magistrów oraz dwóch doktorów.